# Percosia
Percosia (лат.) — подрод жуков-тускляков из семейства жужелиц и подсемейства харпалин (Harpalinae).

## Описание
Мелкие и среднего размера жуки, длина колеблется между 7,8 и 14,6 мм. Тело коренастое, коричневое до черного, сверху сильно волосистое. Головогрудь крупная, непунктированная. Пронотум шире длины, слегка сужен кпереди с большим основанием. Парамер гениталий в форме стилета иногда с небольшим крючком на конце. Для подрода характерны следующие признаки: у самок четыре, а у и самцов шесть анальных щетинок, 4—10 щетинок на средних бёдрах, 2—8 щетинок на задних бёдрах, 4—10 волосков на простернальном межкоксальном отростке, две надглазничные щетинки, есть передние и базальные латеральные волоски на переднеспинке, простые медиальные шпоры передних голеней.

## Распространение
Неарктика и Палеарктика.

## Систематика
В состав рода включают 6 видов.

### Виды
К этому подроду относятся виды:
- - Amara equestris Duftschmid, 1812 — Палеарктика
  - Amara infuscata Putzeys, 1866 — Китай (Gansu; Xinjiang), Италия, Казахстан, Киргизия, Монголия, Таджикистан, Узбекистан, Франция
  - Amara obesa (Say, 1823) — США (Колорадо, Иллинойс, Нью-Йорк, Орегон, Пенсильвания)
  - Amara perabdita Antoine, 1941 — Марокко
  - Amara reichei Coquerel, 1859 — Алжир
  - Amara sicula Dejean, 1831typus — Италия